# Ivánka Mária (sakkozó)
Ivánka Mária, Budinszky Andrásné, egyes forrásokban Ivánka-Budinsky Mária (Budapest, 1950. február 23. –) magyar sakkozó, nemzetközi nagymester, négyszeres olimpiai ezüstérmes, kilencszeres magyar bajnok.

## Élete és pályafutása
Tízéves korában játszott első alkalommal. Néhány hónappal később veretlenül iskola bajnok. Ebben az időszakban Karakas Éva akkori neves sakkozó egyengette pályáját. 1964-ben, 14 évesen már bejutott a magyar bajnokság döntőjébe, ahogyan 1965-ben is, és 1966-ban már a 2-4. helyen végzett. 17 évesen, 1967-ben lett első alkalommal felnőtt országos bajnok, amely címet összesen 9 alkalommal érdemelte ki.
A nemzetközi mesteri címet 1968-ban a női nemzetközi nagymester fokozatot  1978-ban érte  el. Az 1970-es években, a szovjet sakkozónők uralta mezőnyben, a világ élvonalába tartozott. Az akkori világbajnokot Nona Gaprindasvilit két alkalommal is legyőzte nemzetközi tornán.
1993 óta nem vett részt FIDE által jegyzett sakkversenyen. Legmagasabb Élő-pontszáma 2320 volt 1976 januárban, amellyel a női világranglista 6. helyén állt. 1993 óta Élő-pontszáma 2260, amellyel a magyar női örökranglista 13. helyén áll.
A férje: Budinszky András, aki edzőként segítette. Sakkpályafutása mellett három gyermeket nevelt. Testvére: Ivánka Csaba a Nemzeti Színház fiatalon elhunyt színész-rendezője.

## Legfőbb eredményei
- 4 olimpiai ezüstérem (1969, 1978, 1980, 1986)
- 2 olimpiai bronzérem (1972, 1982)
- 9 magyar bajnoki aranyérem
- 1 Európa Kupa győzelem (1971)
- 3 Texas bajnoki aranyérem (1980, 1981, 1985)

## Kiemelkedő egyéni versenyeredményei
- 1. helyezés Zinnowitz 1968
- 1. helyezés Vrnjačka Banja 1970,
- 1. helyezés Wijk aan Zee 1971,
- holtversenyes 1. helyezés Vrnjačka Banja 1971,
- 1. helyezés Brașsó 1972,
- holtversenyes 1. helyezés Wijk aan Zee 1973,
- holtversenyes 2. helyezés Szabadka 1976,
- 1. helyezés Belgrád 1977
- 1. helyezés Zalaegerszeg 1979.
- 2. helyezés Balatonfüred 1987

## Olimpiai szereplései
Sakkolimpián 1969-1986 között nyolc alkalommal játszott a magyar válogatottban, ezalatt hat érmet szerzett. Négy alkalommal volt tagja az ezüstérmes csapatnak, 1969-ben, 1978-ban, 1980-ban, és 1986-ban, és két alkalommal játszott a bronzérmet szerzett válogatottban, 1972-ben és 1982-ben. Egyéniben 1974-ben a mezőnyben a tábláján a legjobb, 1978-ban és 1980-ban a 2. legjobb eredményt érte el, míg 1969-ben és 1972-ben bronzérmet szerzett. Összteljesítménye 73 játszmából 52 pont.

## Világbajnokjelölti versenyei
Hatszor vett részt női világbajnoki zónaközi döntőn (1971 Ohrid, 1976 Tbiliszi, 1979 Alicante, 1982 Bad Kissingen, 1985 Zeleznovodsk, 1987 Tuzla).

## Díjai, kitüntetései
- A Magyar Népköztársaság Érdemes Sportolója (1970)
- A Magyar Népköztársaság Kiváló Sportolója (1971)
- Magyar Népköztársaság Sportérdemérem bronz fokozata (1972) a szkopjei sakkolimpián szerzett bronzéremért[3]
- Sport Érdemérem Arany Fokozat (1978), a Buenos Airesben rendezett sakkolimpián a női csapat által elért 2. helyezésért[4]
- Maróczy-díj (2010).[5]
- Az év magyar sakkozója címet 6 alkalommal kapta meg (1968, 1971, 1972, 1974, 1976, 1978)

## Publikációk
- Győzelmünk a sakkolimpián (Szerkesztő: Bilek István, Sport Lap- és Könyvkiadó, 1979) ISBN 963-253-367-4
- Versenyfutás az aranyérmekért (Szerkesztette: Bilek István, Sport Lap- és Könyvkiadó, 1980) ISBN 9632534069
- Ezüstvezér, K.U.K. Könyv- és Lapkiadó Kft. 2000. ISBN 9639160202
- Silver Queen (angol nyelven 2002)  ISBN 963-9160-36-9